# قرار مجلس الأمن التابع للأمم المتحدة رقم 1478
قرار مجلس الأمن التابع للأمم المتحدة رقم 1478، المتخذ بالإجماع في 6 أيار / مايو 2003، بعد التذكير بالقرارات 1132 (1997)، 1171 (1998)، 1306 (2000)، 1343 (2001)، 1385 (2001)، 1395 (2002)، 1400 (2002)، 1408 (2002)، 1458 (2003)، 1467 (2003) وغيرها بشأن الوضع في ليبيريا، مدد المجلس العقوبات ضد الحكومة الليبيرية لفترة إضافية مدتها اثني عشر شهرًا حتى 7 مايو 2004 وفرض حظرًا على واردات أخشابها لمدة عشرة أشهر.
وكان الرئيس الليبيري تشارلز تيلور قد أعلن في وقت سابق أنه سيستورد أسلحة في تحد لقرارات مجلس الأمن.

## القرار

### أعمال
بموجب الفصل السابع من ميثاق الأمم المتحدة، قرر المجلس أن الحكومة الليبيرية لم تمتثل للقرار 1343، وكان قلقًا من أن سجل الطائرات الجديد ظل غير نشط. وشدد على أن مطالب الامتثال للقرار 1343 تهدف إلى المساعدة في بناء السلام والأمن في سيراليون والمنطقة. ودُعيت جميع الدول في المنطقة إلى المشاركة في مبادرات السلام الإقليمية، بينما تم حث ليبيريا وجبهة الليبريين المتحدين على الدخول في مفاوضات ثنائية تهدف إلى وضع اللمسات الأخيرة على وقف إطلاق النار. وستمنح الإعفاءات من حظر السفر المفروض على المسؤولين الليبريين في الحالات التي يساعد فيها هذا السفر في حل النزاع في المنطقة. ودُعيت الحكومة الليبيرية وجبهة الليبريين المتحدين من أجل المصالحة والديمقراطية إلى السماح بالوصول الآمن دون عوائق لموظفي المساعدة الإنسانية التابعين للأمم المتحدة وموظفي المنظمات غير الحكومية ووضع حد لاستخدام الجنود الأطفال والعنف الجنسي والتعذيب. بالإضافة إلى ذلك، طُلب من جميع الدول في المنطقة الامتناع عن دعم الجماعات المسلحة في البلدان المجاورة، وفي حالة عدم الامتثال، سيتم النظر في مزيد من التدابير لضمان الامتثال.
ومدد القرار العقوبات الدولية الحالية ضد ليبيريا لمدة عام آخر وسيتم تمديدها أو إنهاؤها إذا لزم الأمر. طُلب من الحكومة الليبيرية إنشاء نظام شهادة منشأ للماس الخام، بينما تم التأكيد مجددًا على أن الماس الذي تسيطر عليه الحكومة سيتم إعفاؤه من القيود السابقة. بالنظر إلى أن عمليات التدقيق التي أجرتها الحكومة الليبيرية لم تثبت أن الإيرادات من سجل السفن والشركات في ليبيريا وأن صناعة الأخشاب كانت تستخدم لأغراض مشروعة، فقد فرض المجلس حظراً على واردات الأخشاب الليبرية لمدة عشرة أشهر. وسيبدأ نفاذ الحظر في 7 يوليو / تموز 2003 ما لم يتقرر خلاف ذلك وستتم مراجعته قبل نهاية الفترة. كما سينظر في الآثار الاجتماعية والاقتصادية للجزاءات بحلول 7 أيلول / سبتمبر 2003.
وطُلب من الأمين العام كوفي عنان تقديم تقارير عن الآثار الاجتماعية والاقتصادية للعقوبات، وإلى جانب المجموعة الاقتصادية لدول غرب أفريقيا، بشأن امتثال الحكومة الليبيرية لمطالب مجلس الأمن وتنفيذها. ودُعيت دول المنطقة إلى تعزيز تدابير مكافحة انتشار الأسلحة الصغيرة والأسلحة الخفيفة وأنشطة المرتزقة. علاوة على ذلك، طُلب من الأمين العام تشكيل لجنة خبراء مكونة من ستة أعضاء للقيام بمهمة متابعة إلى ليبيريا والدول المجاورة بشأن امتثال الحكومة الليبيرية؛ التحقيق في الاستخدام غير القانوني للإيرادات؛ تقييم الأثر الاجتماعي والاقتصادي للعقوبات؛ وتقديم تقرير مع ملاحظات وتوصيات إلى المجلس بحلول 7 أكتوبر 2003.
وحث مجلس الأمن الدول على الامتثال لتنفيذ القرارات السابقة وفرض حظر سفر على أعضاء جبهة الليبريين المتحدين. سيتم إدراج قائمة بالشركات البحرية والجوية التي تعمل بشكل ينتهك القرار 1343 ويطلب من دول المجموعة الاقتصادية لدول غرب أفريقيا المساعدة في تحديد هذه الطائرات والسفن. وسيجري استعراض للتدابير قبل 7 تشرين الثاني / نوفمبر 2003 وكل ستة أشهر بعد ذلك.

## روابط خارجية
- نص القرار في undocs.org